# Grace Brown
Grace Brown (Camperdown, Austràlia, 7 de juliol de 1992) és una ciclista australiana, professional des del 2018 fins al 2024. El seu darrer equip fou el FDJ Suez Futuroscope de l'UCI Women's WorldTeam.

## Biografia
Després de practicar camp a través i atletisme des de la infància, Grace Brown va començar a practicar el ciclisme el 2015 després d'una sèrie de lesions i de completar el grau en Ciències Polítiques i Estudis Internacionals. El 2016, quan tenia 23 anys, es va unir al St Kilda Cycling Club i va disputar la seva primera cursa en ruta, els campionats australians, tot i que no la va acabar. Això no va ser cap impediment perquè aconseguís guanyar la Victorian Road Series, el calendari de curses de carretera de l'estat de Victòria. L'any següent es va incorporar al Holden Team Gusto Racing, un equip australià amb què va obtenir bons resultats a les curses de la National Road Series.
El 2018 va fer un gran salt de qualitat, ja que va quedar tercera en carretera i quarta en contrarellotge als campionats d'Austràlia. Continua amb el Santos Women's Tour, on ocupa el tercer lloc en una etapa i el cinquè de la general. Al març, als Campionats d'Oceania, va guanyar la medalla d'or a la contrarellotge i la medalla de plata a la cursa de carretera. Gràcies a aquests bons resultats, és guardonada amb la beca Amy Gillett Cycling Scholarship, fet que permet que, al maig, s'incorpori al Wiggle High5 britànic, amb el qual s'estrena a les proves de l'UCI Women's World Tour. Debuta amb el nou equip al Tour de Califòrnia i competeix, entre d'altres, a La course by Le Tour de France. Al final de la temporada, participa al campionat del món de carretera amb la selecció australiana, on queda la 48a.

### 2019 - 2021: Mitchelton-Scott
A l'inici de la temporada 2019, Brown s'uneix al Mitchelton–Scott, amb qui completa un bon inici de temporada, ja que guanya el campionat australià contrarellotge i la tercera etapa del Tour Down Under.
L'any següent, en una temporada anormal a causa de l'esclat de la pandèmia del covid-19, aconsegueix la seva primera victòria a Europa, en imposar-se a la Brabantse Pijl en solitari tot just tres dies després de quedar segona a la Lieja-Bastogne-Lieja. Dues setmanes abans, havia aconseguit la cinquena posició a la contrarellotge dels campionats del món. A l'acabar la temporada, rep el premi a la millor ciclista de carretera australiana del 2020.
El 2021, Brown va tornar a començar molt forta la temporada, aconseguint el subcampionat nacional en ruta i en contrarellotge i 6 top-10 en les clàssiques primaverenques. Entre aquests resultats, destaquen la victòria a l'Oxyclean Classic Brugge-De Panne, la seva primera al Women's World Tour, el subcampionat a la Nokere Koerse i el tercer lloc al Tour de Flandes. A més, també va aconseguir imposar-se a la primera etapa de la Vuelta a Burgos. A l'estiu, va quedar cinquena a La Course by Le Tour de France i va competir als Jocs Olímpics de Tòquio 2020, on va quedar quarta a la contrarellotge i 47a a la cursa en ruta. Aquesta va ser la seva darrera competició el 2021 perquè va operar-se d'una lesió a l'espatlla. A l'agost, va signar un contracte amb l'equip francès FDJ Nouvelle Acquitaine-Futuroscope.

### 2022 - 2024: FDJ Nouvelle Acquitaine-Futuroscope

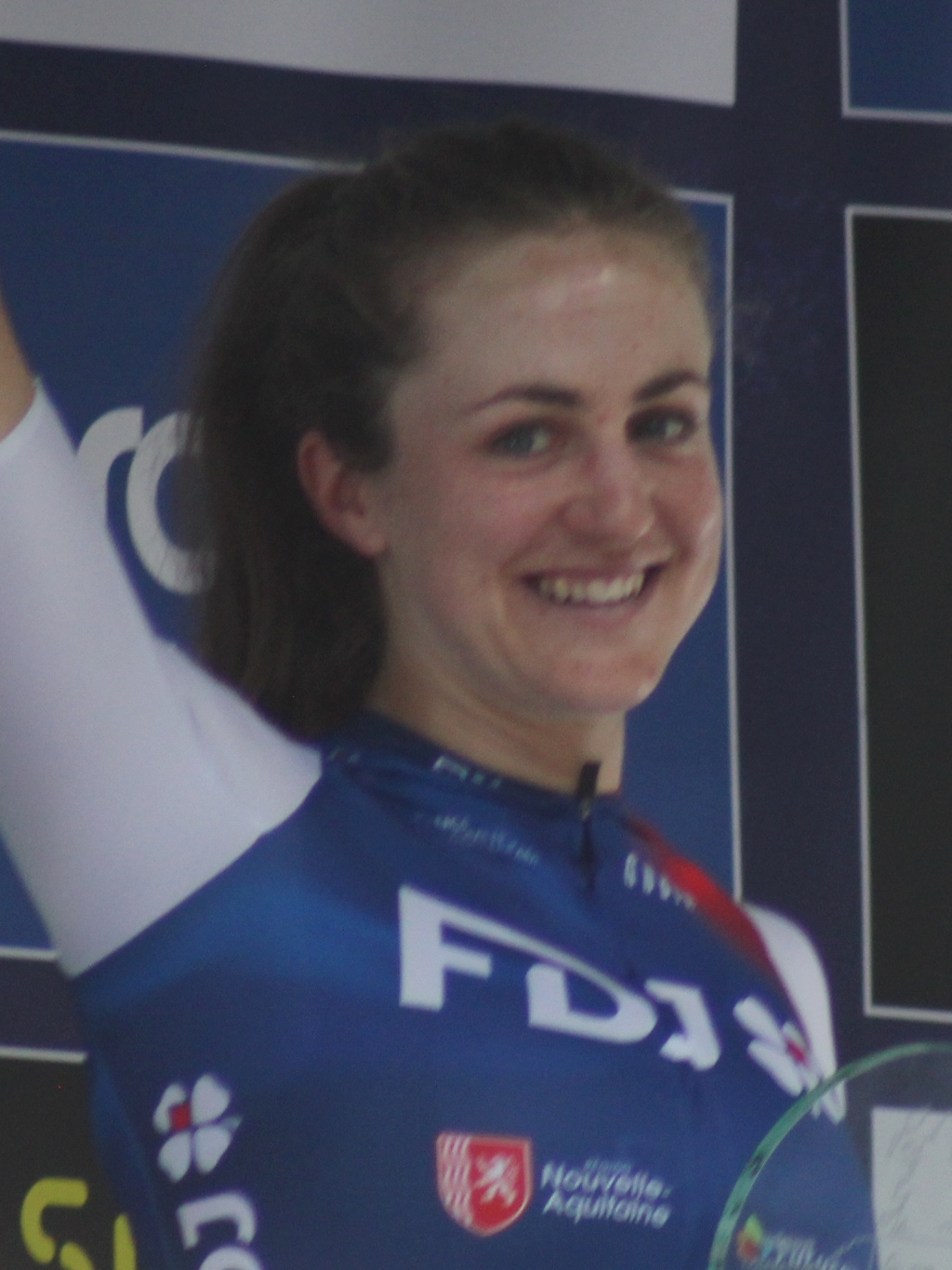
Grace Brown rebent el premi a la combativitat al Women's Tour.

Comença la temporada imposant-se al campionat australià contrarellotge i quedant segona a la prova en línia; però després no torna a aconseguir bons resultats fins les darreres clàssiques primaverenques, quan aconsegueix el segon lloc a la Lieja-Bastogne-Lieja, el quart a la Classique Morbihan i el tercer al Grand Prix du Morbihan Féminin. Al juny, va guanyar la quarta etapa del Women's Tour i va quedar segona classificada a la general. Després de participar al Tour de França, es va imposar a la contrarellotge dels Jocs de la Commonwealth i a La Périgord Ladies i va quedar tercera a la Classic Lorient Agglomération. Pocs dies després, es va imposar a la tercera etapa de La Vuelta i va quedar subcampiona de la prova de contrarellotge del campionat del món.
La segona temporada a l'equip francès comença amb la revàlida del campionat de contrarellotge australià -la seva tercera victòria en aquesta competició- i quedant, de nou, segona a la prova en ruta. La setmana següent, aconsegueix la victòria a la classificació general del Tour Down Under, on també s'imposa a la tercera etapa i a la classificació per punts. Posteriorment, al maig s'imposa al Gran Premi de Morbihan i a la general del Tour de Bretanya, competició a on també guanya una etapa contrarellotge. A l'estiu, participa al Tour de França i torna a quedar subcampiona del món contrarellotge. Acaba la temporada amb una nova victòria en una etapa contrarellotge, aquest cop al Tour d'Escandinàvia.
Brown comença la temporada 2024 tornant-se a imposar al campionat australià contrarellotge, en la que és la seva quarta victòria en aquesta competició. Després de guanyar la Lieja-Bastogne-Lieja i el Tour de Bretanya, el gran èxit de l'any arriba amb la medalla d'or en contrarellotge als Jocs Olímpics de París. Posteriorment, acaba la seva carrera professional imposant-se a la contrarellotge i als relleus mixtos dels Campionats Mundials i també guanyant el Crono de les Nacions, la darrera cursa on pren part.

## Palmarès
- 2018
  -  Campiona continental d'Oceania en contrarellotge
- 2019
  -  Campiona d'Austràlia de ciclisme en contrarellotge
  - Vencedora d'una etapa a la Santos Women's Tour
- 2020
  - 1a a la Fletxa Brabançona
  - 2a als Campionats d'Austràlia de ciclisme en contrarellotge
- 2021
  - 1a a la Clàssic Brugge–De Panne
  - Vencedora d'una etapa a la Vuelta a Burgos
  - 2a als Campionats d'Austràlia de ciclisme en ruta
  - 2a als Campionats d'Austràlia de ciclisme en contrarellotge
- 2022
  -  Campiona d'Austràlia de ciclisme en contrarellotge
  - 1a als Jocs de la Commonwealth en contrarellotge
  - 1a a La Périgord Ladies
  - Vencedora d'una etapa a la Ceratizit Challenge de La Vuelta
  - Vencedora d'una etapa a la The Women's Tour
  - 2a als Campionats del Món de contrarellotge
  - 2a als Campionats d'Austràlia de ciclisme en ruta
- 2023
  -  Campiona d'Austràlia de ciclisme en contrarellotge
  - 1a a la Santos Women's Tour i vencedora d'una etapa
  - 2a als Campionats d'Austràlia de ciclisme en ruta
  - 1a al Gran Premi de Plumelec-Morbihan
  - 1a al Tour de Bretanya i vencedora d'una etapa
  - Vencedora d'una etapa al Tour d'Escandinàvia
- 2024
  -  Medalla d'Or en contrarellotge als Jocs Olímpics
  -  Campiona del món de ciclisme en contrarellotge
  -  Campiona d'Austràlia de ciclisme en contrarellotge
  - 1a a la Lieja-Bastogne-Lieja
  - 1a al Tour de Bretanya i vencedora de dues etapes
  - 1a a la Crono de les Nacions

### Resultats a les Grans Voltes

#### Giro d'Itàlia
- 2019: 93a
- 2020: 55a
- 2021: no surt a la 9a etapa
- 2024: 34a

#### Tour de França
- 2022: 20e
- 2023: 31e
- 2024: 27e

#### Volta a Espanya
- 2024: 17a